# Lagwagon
A Lagwagon egy amerikai punkrock zenekar a kaliforniai Goletából. Joey Cape, Jesse Buglione, Shawn Dewey, Chris Flippin és Derrick Plourde alapította 1988-ban. A zenekar neve az első turnés kisbuszukból ered, ami látható is a Trashed album hátulján. A zenekart Fat Mike, a NOFX frontembere fedezte fel 1990-ben, amikor egy kocsmai iszogatás alkalmával Joey Cape, a Lagwagon énekese kezébe nyomta az első demókazettát, amelyet ki is adott, így a Lagwagon lett az első szerződtetett zenekara. Lemezeiket azóta is Mike saját zenekiadója, a Fat Wreck Chords adja ki.

## Történet
Eddig szám szerint 8 album (ebből egyen a B-oldalas, addig ki nem adott számok találhatóak), 1 koncertalbum és 2 kislemez. A demót még abban az évben követte a debütáló albumuk, ami a Duh nevet viselte és 13 számot és a Bad Moon Rising feldolgozását tartalmazta. Ezt két év múlva követte a Trashed album, újabb 14 számmal, szintén egy feldolgozással. Az igazi áttörést azonban a '95-ös Hoss (ezen szerepelt utoljára a gitáros Shawn Dewey és a dobos Derrick Plourde) valamint a '97-es Double Plaidinum album (az új dobossal Dave Raunnal és az ideiglenesen beszálló gitárossal Ken Stringfellow-val) jelentette. A következő lemezzel sem vártak sokáig, még abban az évben megjelent a Let's talk about feelings, ami nem várt sikereket hozott a zenekarnak, valamint ezen a lemezen debütált az új végleges gitáros, Chris Rest is. Így kialakult a zenekar sokáig végleges felállása. 1999-ben kiadták első EP-jüket Feedbag of truckstop poetry címmel, ami 3 számot tartalmazott, majd egy évvel később a Let's talk about leftovers című B-Side gyűjteményüket, ami olyan számokat tartalmazott, amelyek addig nem fértek fel ilyen-olyan okokból az albumokra. Ebben az évben a zenekar úgy gondolta pihen egy kicsit, mindenki foglalkozott a saját "side project-jével". 2002-ben aztán újra összeálltak, hogy megjelentessék Blaze című albumukat, amin már elkezdtek politizálni is. 2005-ben előálltak koncertlemezükkel, ami a Live in a Dive címet viselte, majd az abban az évben tragikusan elhunyt alapító-dobos, Derrick Plourde emlékére 2 hét alatt megírták a Resolve című albumukat. Turnéztak, számtalan koncertet adtak világszerte, végül 2008-ban előálltak egy EP-vel, ami az I think my older brother used to listen Lagwagon címet viselte és 7 számot tartalmazott. Ebben az évben Jesse Buglione kiszállt az együttesből, itt sokáig bizonytalan volt, folytatják-e tovább. Szerencsére 2010-ben Chris Rest eredeti zenekarából, a Rich Kids On LSD-ből ismert - valamint számos más zenekarban megfordult (Real McKenzies, Mad Caddies) - kaliforniai punk legenda, "Little" Joe Raposo csatlakozott. 25 éves jubileumuk alkalmából 2013-ban megjelent díszdobozban az első 5 sorlemezük rengeteg kiadatlan számmal és extra fotókkal Putting Music in its Place címmel.

## Diszkográfia

### Stúdióalbumok
- 1992: Duh
- 1994: Trashed
- 1995: Hoss
- 1997: Double Plaidinum
- 1998: Let’s Talk about Feelings
- 2000: Let’s Talk about Leftovers
- 2003: Blaze
- 2005: Live in a Dive
- 2005: Resolve
- 2014: Hang

### Középlemezek
- 2008 : I Think My Older Brother Used to Listen to Lagwagon